# Ocholissa laticeps
Ocholissa laticeps es una especie de coleóptero de la familia Salpingidae.

## Distribución geográfica
Habita en la India.